# 中卫高庙
中卫高庙，位于中华人民共和国宁夏回族自治区中卫市沙坡头区，是一座儒释道三教合一的寺庙。该庙于明代扩建成型，先后于清朝康熙年间和乾隆年间重建，并于清朝中后期多次扩建。1943年时，高庙一度在庙会中被焚毁，后得以重建。文化大革命期间，高庙中大量文物被砸毁，庙中僧人被全部驱逐，此后高庙由文物部门接管，并于1979年重修。整座庙宇坐北朝南，由南而北地势逐渐抬升。2013年，中卫高庙被列为全国重点文物保护单位。

## 历史
中卫高庙又名保安寺，始建时名为新庙，于明朝之前开始修建，明代永乐年间增修大雄宝殿和中楼，基本形成现有规模。清朝康熙四十八年（1709年）时因地震震毁而重修，并改建为玉皇阁。乾隆三年（1739年），高庙再次在地震中被震毁，当年重修完成。此后高庙于道光二年（1822年）、咸丰八年（1858年）、光绪八年（1882年）时均曾重修或增建，并增建了东西两座天池。中华民国初期改称为高庙。1942年3月31日，中卫高庙因庙会香火而烧毁了中楼和主庙部分，1943年6月动工修复，并加盖了钟楼、鼓楼、僧舍。整体工程1947年完工。中华人民共和国成立后，中卫高庙于1963年被宁夏回族自治区人民政府公布为自治区级文物保护单位。文化大革命中，高庙中的佛像被砸，大量文物被毁，寺内僧人也被全部赶出山门。此后文物部门接管高庙，并于1979年对高庙重新开始整修。1982年，中卫高庙重新作为佛教活动场所开放，并于1986年3月27日举行开光典礼。2013年，中卫高庙被列为全国重点文物保护单位。2014年9月6日，宁夏回族自治区人民政府将中卫高庙的东侧、南侧和西侧的寺庙三面围墙外40米，北侧则以寺庙围墙外的马路以内的13245平方米区域划定为保护范围。

## 结构
中卫高庙位于中华人民共和国宁夏回族自治区中卫市沙坡头区，是一座儒释道三教合一的寺庙。整座庙共分为3个部分，每两个相邻的部分之间均有数米的高差。整座寺庙坐北朝南，最南侧为山门，山门两侧各有1只石狮，山门上建有魁星楼。山门内为第一部分，内有一座高4米的牌坊，牌坊顶部塑有一尊弥勒佛，故被称为弥勒阁。弥勒阁后登上15级台阶为大雄宝殿，正中供奉有释迦牟尼塑像，两壁塑有十八罗汉像。大雄宝殿东西两侧各有一间配殿，分别供奉文殊菩萨和普贤菩萨。大雄宝殿后登上12级台阶为第二部分，有一座仿木砖砌牌楼，该牌楼与天王殿通过回廊连接。牌楼后再登12级台阶为两层、面阔两间的南天门。南天门的顶部有一层廊檐，上方覆盖有蓝白色青瓦，东西两侧对称建有一座重檐歇山顶的天池，两个天池由台阶下的圆形隧洞相互联通，隧洞被称为“地狱轮回洞”。门楼后方为第三部分，靠近门楼的位置建有一座三重檐、四面坡顶的朱陵宫，亦称为中楼。中楼与南天门通过飞桥连接，楼内有一尊千手千眼观音菩萨像，楼顶有一座小宝塔。中楼东西两侧分别为钟楼和鼓楼，后侧为高29米的三层主庙，底层为五岳庙，东配殿为三宫殿，西配殿为祖师殿；二楼正面供奉有玉皇大帝像，后楼为供奉有孔子像的大成殿；三层正面为瑶池宫圣母殿，东西两侧为三教宫。主庙东侧为文楼，其内塑有文昌星，骑乘四不像怪兽；西侧为武楼，塑有关公铜像，骑乘赤兔马。